# Gál erdélyi püspök
Gál (latinul Gallus, †1269) erdélyi püspök 1246-tól haláláig. 

## Élete
A tatárjárás után az erdélyi egyházmegye újjáépítését Artolf kezdte el, ő azonban hamarosan távozott a győri püspökség élére. Helyére 1245 végén vagy 1246 elején Gál - valószínűleg gyulafehérvári - prépostot választották meg, aki 1246 május. 6-án foglalta el hivatalát. Gál közel negyedszázados működése során alapvetően újjáépítette Erdély egyházszervezetét, templomokat építtetett, egyházközségeket állított vissza, visszaszerezte a püspök számára azokat a jövedelmeket, amelyeknek okiratai Gyulafehérvár elpusztításakor elvesztek.  
IV. Béla király 1246 májusában jóváhagyta Gál azon kérését, hogy a püspöki birtokokon (Gyulafehérvárott, a Doboka megyei Harinán és Bilakon, a Kolozs megyei Gyaluban, a Szolnok megyei Zilahon és Tasnádon) élő zselléreket mentesítse a világi hatóságok (erdélyi vajda, megyei ispán és egyéb tisztviselők) joghatósága alól és csak a püspök, illetve képviselője bíráskodhasson felettük. Ezzel a kiváltsággal remélt új embereket csábítani elpusztított birtokaira, illetve megtartani szolgáit. A kiváltságot 1262-ben István ifjabb király megerősítette és egyúttal Gálnak adományozta Kolozsvárt. István 1269-ben a gyulafehérvári káptalannak adományozta a tordai sóbányát is, a káptalan népeit pedig felmentette a királyi adó (collecta) alól.      
1247 szeptemberében IV. Ince pápa megbízta, hogy a kalocsai érsekkel és a csanádi püspökkel együtt járjon el a tatárok által teljesen feldúlt kői püspökség székhelyének áthelyezése ügyében. 1254-ben IV. Béla kérésére Ákos budai préposttal együtt közvetített a bakonybéli apátság és a köteles szolgálatot megtagadó akoliak közötti perben. 1256-ban részt vett az Esztergomban tartott nemzeti zsinaton (1263-ban a Budán tartott püspökgyűlésen betegsége miatt csak képviseltette magát). 1257-ben Gál a kanonokok szegénységére hivatkozva sikerrel folyamodott IV. Sándor pápához, hogy engedélyezze Erdélyben a kápolnák jövedelmének átadását a kanonokoknak (ezt 1215-ben tiltotta meg a 6. lateráni zsinat). 1264-ben Ivánka sásvári főesperes a király követeként a pápánál járt és Gál támogatásával megkapta a Szentszék engedélyét, hogy csekély jövedelme miatt elláthassa a vinci plébánia teendőit is. Ugyanebben az évben IV. Orbán pápa meghagyta Gálnak, hogy mentse fel az egyházi büntetés alól azt az István miséspapot, aki önvédelemből embert ölt.   
Gál 1269 végén vagy 1270 elején halt meg. 